# LEN Award

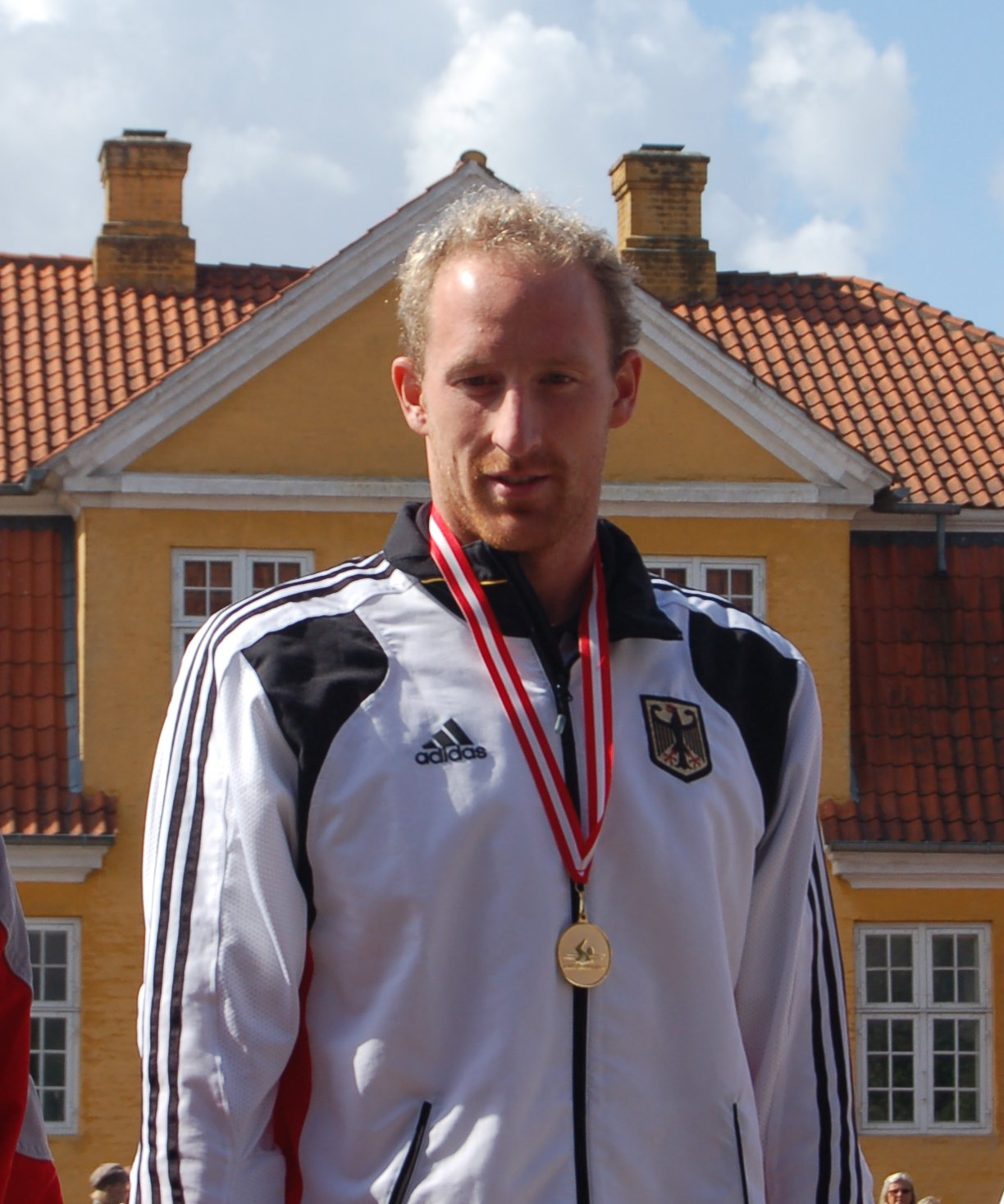
Il tedesco Thomas Lurz, vincitore di sei LEN Award per il nuoto di fondo

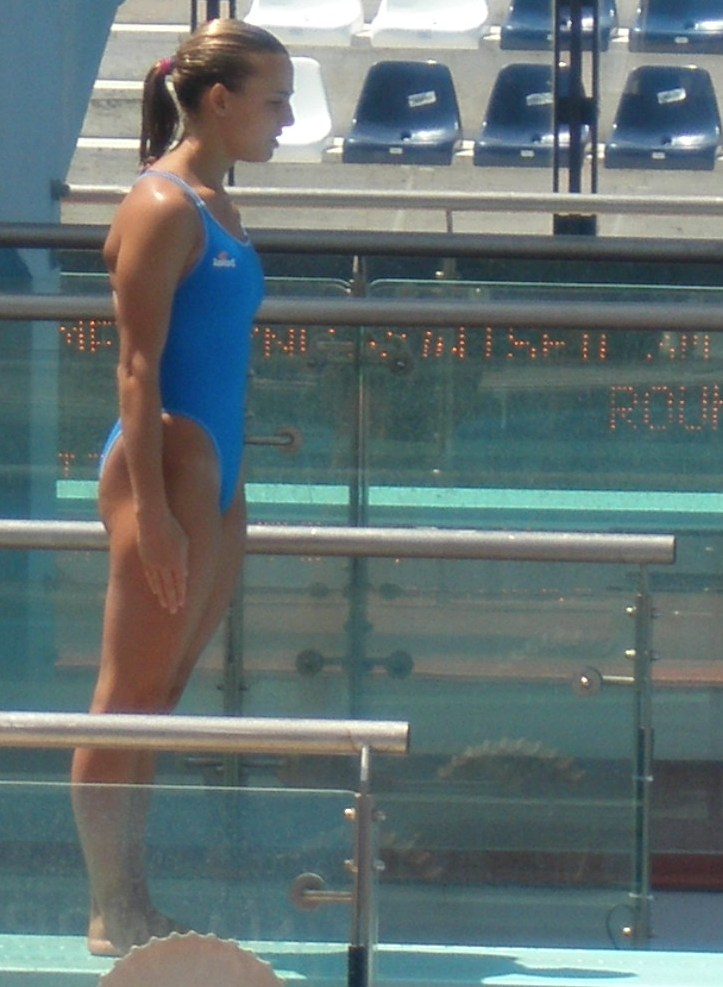
La tuffatrice italiana Tania Cagnotto, sette premi all'attivo

I LEN Award sono un riconoscimento annuale assegnato a partire dal 2007 dalla Ligue Européenne de Natation (LEN) agli atleti europei che meglio si sono distinti nel campo delle discipline acquatiche di cui si occupa la federazione. I vincitori vengono determinati tramite votazione da una giuria composta da rappresentanti dei 51 paesi membri della LEN e da giornalisti internazionali; si assegnano in totale 9 premi, uno per sesso per nuoto, pallanuoto, tuffi, nuoto sincronizzato e nuoto di fondo.

## Nuoto
| Anno | Vincitrice          | Nazionalità | Vincitore          | Nazionalità |
| ---- | ------------------- | ----------- | ------------------ | ----------- |
| 2007 | Laure Manaudou      | Francia     | Filippo Magnini    | Italia      |
| 2008 | Rebecca Adlington   | Regno Unito | Alain Bernard      | Francia     |
| 2009 | Britta Steffen      | Germania    | Paul Biedermann    | Germania    |
| 2010 | Therese Alshammar   | Svezia      | Camille Lacourt    | Francia     |
| 2011 | Federica Pellegrini | Italia      | Alexander Dale Oen | Norvegia    |
| 2012 | Ranomi Kromowidjojo | Paesi Bassi | Yannick Agnel      | Francia     |
| 2013 | Katinka Hosszú      | Ungheria    | Yannick Agnel      | Francia     |
| 2014 | Katinka Hosszú      | Ungheria    | Florent Manaudou   | Francia     |
| 2015 | Katinka Hosszú      | Ungheria    | Laszlo Cseh        | Ungheria    |
| 2016 | Katinka Hosszú      | Ungheria    | Adam Peaty         | Regno Unito |
| 2017 | Sarah Sjöström      | Svezia      | Adam Peaty         | Regno Unito |
| 2018 | Sarah Sjöström      | Svezia      | Kliment Kolesnikov | Russia      |
| 2019 | Sarah Sjöström      | Svezia      | Adam Peaty         | Regno Unito |
| 2021 | Sarah Sjöström      | Svezia      | Adam Peaty         | Regno Unito |
| 2022 | Rūta Meilutytė      | Lituania    | David Popovici     | Romania     |
| 2023 | Sarah Sjöström      | Svezia      | Noè Ponti          | Svizzera    |
| 2024 | Sarah Sjöström      | Svezia      | Léon Marchand      | Francia     |

## Pallanuoto
| Anno | Vincitrice            | Nazionalità | Vincitore           | Nazionalità |
| ---- | --------------------- | ----------- | ------------------- | ----------- |
| 2007 | Blanca Gil            | Spagna      | Miho Bošković       | Croazia     |
| 2008 | Daniëlle de Bruijn    | Paesi Bassi | Péter Biros         | Ungheria    |
| 2009 | Iefke van Belkum      | Paesi Bassi | Filip Filipović     | Serbia      |
| 2010 | Sof'ja Konuch         | Russia      | Vanja Udovičić      | Serbia      |
| 2011 | Alexandra Asimaki     | Grecia      | Stefano Tempesti    | Italia      |
| 2012 | Anni Espar            | Spagna      | Miho Bošković       | Croazia     |
| 2013 | Jennifer Pareja       | Spagna      | Dénes Varga         | Ungheria    |
| 2014 | Maria Garcia          | Spagna      | Filip Filipović     | Serbia      |
| 2015 | Roberta Bianconi      | Italia      | Duško Pijetlović    | Serbia      |
| 2016 | Roberta Bianconi      | Italia      | Filip Filipović     | Serbia      |
| 2017 | Laura Ester           | Spagna      | Marko Bijač         | Croazia     |
| 2018 | Sabrina van der Sloot | Paesi Bassi | Filip Filipović     | Serbia      |
| 2019 | Laura Ester           | Spagna      | Francesco Di Fulvio | Italia      |
| 2021 | Beatriz Ortiz         | Spagna      | Filip Filipović     | Serbia      |
| 2022 | Judith Forca          | Spagna      | Unai Aguirre        | Spagna      |
| 2023 | Roberta Bianconi      | Italia      | Gergő Zalánki       | Ungheria    |
| 2024 | Beatriz Ortiz         | Spagna      | Dušan Mandić        | Serbia      |

## Tuffi
| Anno | Vincitrice                | Nazionalità   | Vincitore        | Nazionalità   |
| ---- | ------------------------- | ------------- | ---------------- | ------------- |
| 2007 | Julija Pachalina          | Russia        | Gleb Gal'perin   | Russia        |
| 2008 | Julija Pachalina          | Russia        | Dmitrij Sautin   | Russia        |
| 2009 | Tania Cagnotto            | Italia        | Tom Daley        | Regno Unito   |
| 2010 | Christin Steuer           | Germania      | Illja Kvaša      | Ucraina       |
| 2011 | Tania Cagnotto            | Italia        | Sascha Klein     | Germania      |
| 2012 | Tania Cagnotto            | Italia        | Il'ja Zacharov   | Russia        |
| 2013 | Tania Cagnotto            | Italia        | Patrick Hausding | Germania      |
| 2014 | Tania Cagnotto            | Italia        | Patrick Hausding | Germania      |
| 2015 | Tania Cagnotto            | Italia        | Tom Daley        | Regno Unito   |
| 2016 | Tania Cagnotto            | Italia        | Jack Laugher     | Regno Unito   |
| 2017 | Nadežda Bažina            | Russia        | Tom Daley        | Regno Unito   |
| 2018 | Celine van Duijn          | Paesi Bassi   | Jack Laugher     | Regno Unito   |
| 2019 | Ekaterina Beljaeva        | Russia        | Oleksandr Bondar | Russia        |
| 2021 | Tina Punzel               | Germania      | Tom Daley        | Regno Unito   |
| 2022 | Chiara Pellacani          | Italia        | Jack Laugher     | Regno Unito   |
| 2023 | Michelle Heimberg         | Svizzera      | Oleksij Sereda   | Ucraina       |
| 2024 | Andrea Spendolini-Sirieix | Gran Bretagna | Tom Daley        | Gran Bretagna |

## Nuoto sincronizzato
| Anno | Vincitrice                                   | Nazionalità | Vincitore             | Nazionalità |
| ---- | -------------------------------------------- | ----------- | --------------------- | ----------- |
| 2007 | Gemma Mengual                                | Spagna      |                       |             |
| 2008 | Anastasija Davydova Anastasija Ermakova      | Russia      |                       |             |
| 2009 | Natal'ja Iščenko                             | Russia      |                       |             |
| 2010 | Natal'ja Iščenko                             | Russia      |                       |             |
| 2011 | Natal'ja Iščenko Svetlana Romašina           | Russia      |                       |             |
| 2012 | Natal'ja Iščenko                             | Russia      |                       |             |
| 2013 | Svetlana Romashina                           | Russia      |                       |             |
| 2014 | Ona Carbonell                                | Spagna      |                       |             |
| 2015 | Svetlana Romašina                            | Russia      |                       |             |
| 2016 | Natal'ja Iščenko                             | Russia      |                       |             |
| 2017 | Svetlana Kolesničenko                        | Russia      | Giorgio Minisini      | Italia      |
| 2018 | Svetlana Kolesničenko                        | Russia      | Giorgio Minisini      | Italia      |
| 2019 | Ona Carbonell                                | Spagna      | Aleksandr Mal'cev     | Russia      |
| 2021 | Svetlana Kolesničenko                        | Russia      | Aleksandr Mal'cev     | Russia      |
| 2022 | Marta Fjedina                                | Ucraina     | Giorgio Minisini      | Italia      |
| 2023 | Anna-Maria Alexandri Eirini-Marina Alexandri | Austria     | Dennis Gonzalez Boneu | Spagna      |
| 2024 | Vasiliki Alexandri                           | Austria     | Giorgio Minisini      | Italia      |

## Nuoto di fondo
| Anno | Vincitrice            | Nazionalità | Vincitore               | Nazionalità |
| ---- | --------------------- | ----------- | ----------------------- | ----------- |
| 2007 | Larisa Il'čenko       | Russia      | Thomas Lurz             | Germania    |
| 2008 | Larisa Il'čenko       | Russia      | Maarten van der Weijden | Paesi Bassi |
| 2009 | Angela Maurer         | Germania    | Thomas Lurz             | Germania    |
| 2010 | Lindsy Heinster       | Paesi Bassi | Valerio Cleri           | Italia      |
| 2011 | Keri-Anne Payne       | Regno Unito | Thomas Lurz             | Germania    |
| 2012 | Éva Risztov           | Ungheria    | Thomas Lurz             | Germania    |
| 2013 | Martina Grimaldi      | Italia      | Thomas Lurz             | Germania    |
| 2014 | Sharon van Rouwendaal | Paesi Bassi | Thomas Lurz             | Germania    |
| 2015 | Aurélie Muller        | Francia     | Ferry Weertman          | Paesi Bassi |
| 2016 | Sharon van Rouwendaal | Paesi Bassi | Ferry Weertman          | Paesi Bassi |
| 2017 | Aurélie Muller        | Francia     | Marc-Antoine Olivier    | Francia     |
| 2018 | Sharon van Rouwendaal | Paesi Bassi | Kristóf Rasovszky       | Ungheria    |
| 2019 | Rachele Bruni         | Italia      | Kristóf Rasovszky       | Ungheria    |
| 2021 | Sharon van Rouwendaal | Paesi Bassi | Florian Wellbrock       | Germania    |
| 2022 | Sharon van Rouwendaal | Paesi Bassi | Gregorio Paltrinieri    | Italia      |
| 2023 | Leonie Beck           | Germania    | Florian Wellbrock       | Germania    |
| 2024 | Sharon van Rouwendaal | Paesi Bassi | Kristóf Rasovszky       | Ungheria    |